# Dedication (Chief Keef)
Dedication è il venticinquesimo mixtape del rapper statunitense Chief Keef, pubblicato il 30 novembre 2017 dalle etichette discografiche Glo Gang e RBC Records. L'album presenta le collaborazioni di Tadoe, A Boogie wit da Hoodie e Lil Yachty.

## Tracce
1. Ticket – 2:56
2. Keke Palmer – 3:34
3. Mailbox – 3:00
4. Cook – 3:38
5. Bad (feat. Tadoe) – 2:55
6. Text – 2:53
7. Glory Bridge (feat. A Boogie wit da Hoodie) – 2:48
8. Get it – 2:34
9. Negro – 2:59
10. Less Speed – 3:15
11. Come on Now (feat. Lil Yachty) – 2:56
12. Kills – 3:14
13. Told Y'All – 3:00
14. Let Me See (feat. Tadoe) – 3:38
15. Be Back – 2:55